# Basiliek van Sint-Marcellinus en Petrus (Seligenstadt)

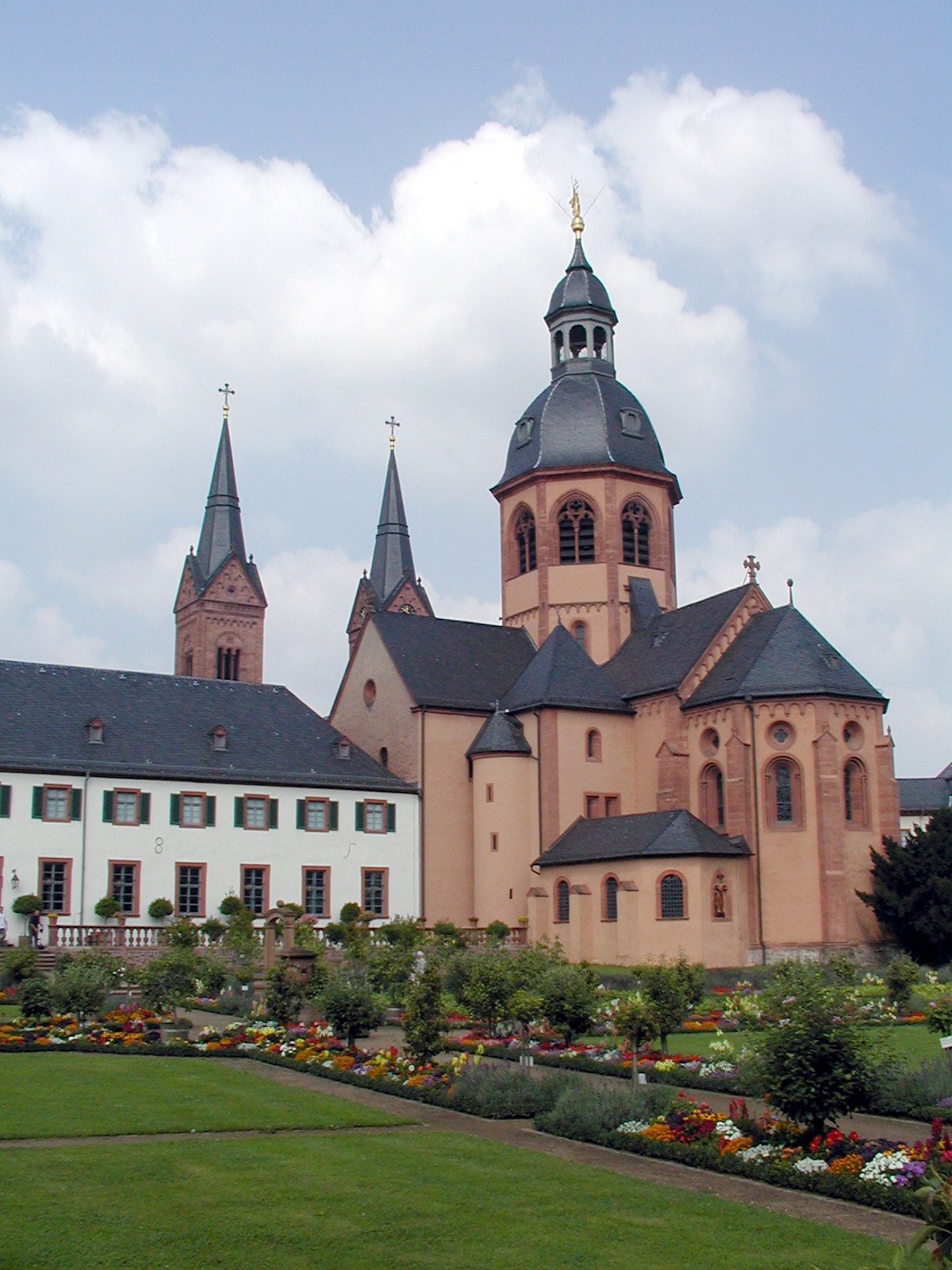
Basiliek van Sint-Marcellinus en Petrus in Seligenstadt

De  Basiliek van Sint-Marcellinus en Petrus bevindt zich in Seligenstadt, dat door Einhard, de biograaf van Karel de Grote als Benediktijnerklooster werd gesticht om de relieken van Marcellinus en Petrus te herbergen. De gebouwen van de abdij van Seligenstadt bestaan nog steeds en werden gerestaureerd. Ook de basiliek is nog aanwezig, al zijn van het oorspronkelijke Karolingische gebouw weinig fragmenten meer bewaard gebleven.